# Torre Gironella (Col·legi Santa Dorotea)
La Torre Gironella és un edifici situat al passeig de Sant Joan Bosco, 2-40, del barri de les Tres Torres de Barcelona. Està catalogat com a bé amb elements d'interès (categoria C). Actualment allotja el Col·legi Santa Dorotea Salesianes de Sarrià.

## Història
Antigament era coneguda com a Torre de Sant Sever. A la segona meitat del segle xviii, la família Gironella, importants comerciants de Barcelona, van comprar la finca. Envoltada en tot el perímetre per un mur, hi havia terres de conreu, oratori públic, quadres, sitges, almàsseres, cellers i un jardí molt cuidat. El 1850, Antoni de Gironella i Aiguals, polític liberal molt influent, va haver d'exiliar-se a París i va vendre-la a Josep Buïgas i Gauran, qui va començar a urbanitzar-la. Posteriorment, la va adquirir Miquel Clavé i Espanya, comerciant i financer, soci de Buïgas en la societat Dotres, Clavé i Fabra, que utilitzava la casa per a estiueig. En aquest període es van obrir els carrers de Maria Auxiliadora, Gironella, Alt de Gironella i Buïgas.
El 1886 la va adquirir la comunitat salesiana, gràcies a la intervenció de Dorotea de Chopitea, vídua de Josep Maria Serra i Muñoz, antic soci de Clavé. Hi instal·laren una escola amb el nom de Santa Dorotea, on honor a Chopitea, i es va convertir en la casa mare de les salesianes a Espanya.

## Descripció
L'edifici original és d'estil neoclàssic, del que es conserva la façana sud intacta. L'actual escola ha afegit un edifici, alineat amb el carrer, concebut per a l'ús docent i s'hi produeix una modulació dels elements plens i buits.